# Scovilleschaal

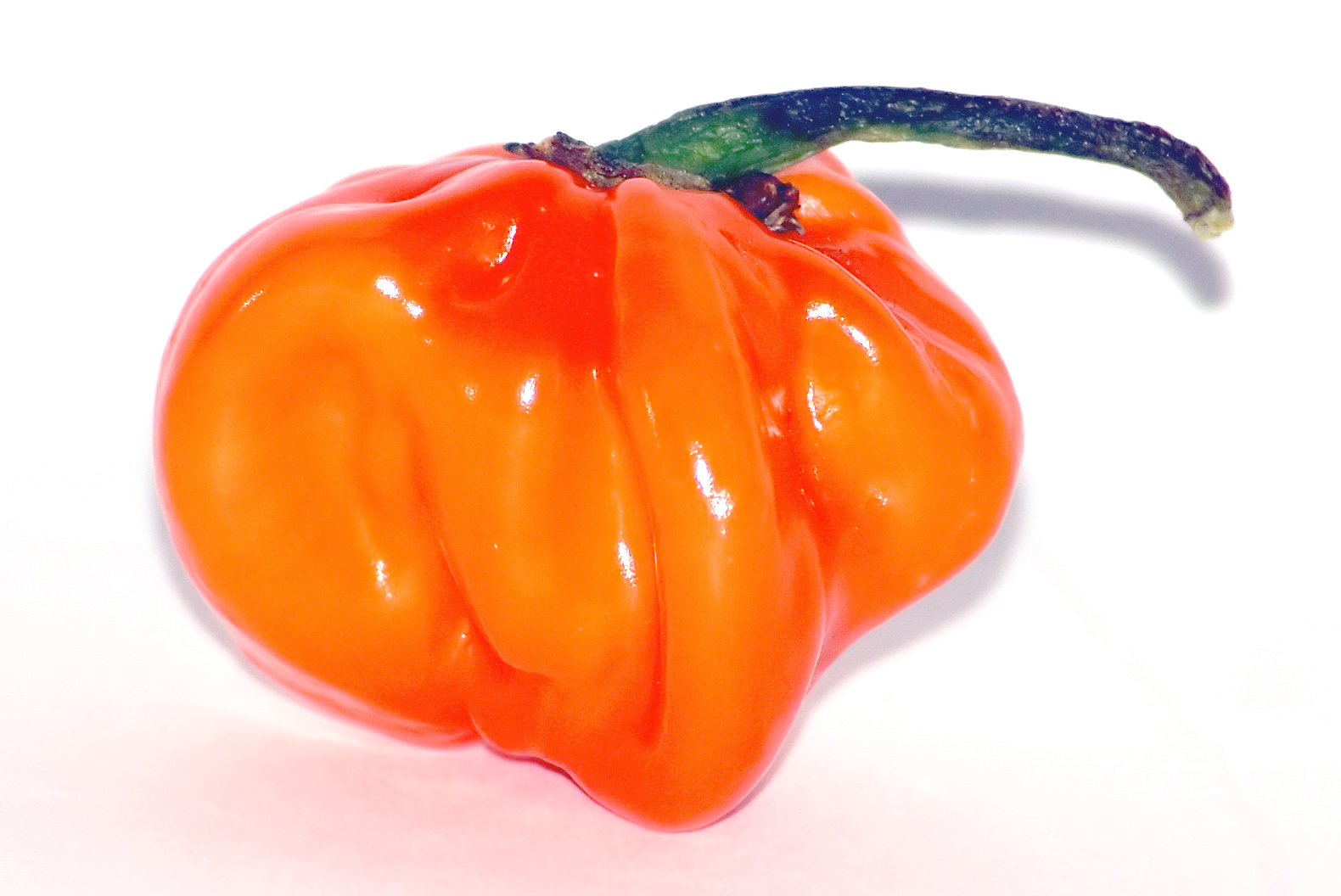
Habaneropeper

De schaal van Scoville, ontwikkeld door Wilbur Scoville in 1912, meet de scherpte van chilipeper en pittige sauzen. Oorspronkelijk werd dit gedaan door smaaktests waarbij gekeken werd hoever men een gemalen peper moest verdunnen voor hij niet meer als scherp werd waargenomen.  De concentratie van capsaïcine en aanverwante stoffen wordt gemeten om de pittigheid te bepalen. Sambal oelek scoort op de schaal van Scoville 2000, tabasco iets hoger met 5000. Jalapeño's variëren tussen de 2500 en 30.000 en habanero's kunnen een heetheid van 300.000 eenheden op de schaal van Scoville bereiken.
De Carolina Reaper was tussen 2012 en 2018 de heetste peper ter wereld, met gemiddeld 1.569.300 SHU en uitschieters tot 2.200.000 SHU. Sindsdien geldt dit voor de Pepper X, eveneens door Ed Currie ontwikkeld, met een Scovillewaarde van ruim 3 miljoen. Pepperspray meet er ongeveer 2.000.000 en een paprika 0.
De capsaïcine die de peper scherp maakt zit vooral in de ribben van de vrucht (de inwendige zaadlijsten), de interne membranen en (in mindere mate) in het vruchtvlees. Anders dan het wijdverbreide misverstand wil, produceren de zaden geen capsaïcine.
De American Spice Traders Association heeft chromatografieprotocollen opgesteld voor de meting van de Scovillewaarde. Met HPLC kan de concentratie van capsaïcine en andere capsaïcinoïden worden bepaald. Men kan die concentratie (in parts per million, ppm) omrekenen naar de Scovillescherpte van een peper door dit (voor capsaïcine) met 16 te vermenigvuldigen. Voor andere stoffen dan capsaïcine is een andere omrekenfactor nodig, die ook hoger kan zijn dan 16. Zo wordt de omrekenfactor voor nordihydrocapsaïcine in de literatuur gegeven als 9,1 en daarmee heeft zuivere nordihydrocapsaïcine een Scovillewaarde van 9,1 miljoen. De stof resiniferatoxine wordt ingeschaald als duizend maal zo scherp als capsaïcine, dus in zuivere vorm heeft die stof een Scovillewaarde van ongeveer 16 miljard.
| Scovillewaarde        | Soort peper                                            |
| --------------------- | ------------------------------------------------------ |
| 15.000.000–16.000.000 | Pure capsaïcine                                        |
| 9.100.000             | Nordihydrocapsaïcine                                   |
| 2.000.000–5.300.000   | Standaard Amerikaanse pepperspray                      |
| 3.180.000             | Pepper X                                               |
| 2.480.000             | Dragon's Breath                                        |
| 2.200.000             | Carolina Reaper (maximale waarde)                      |
| 2.009.231             | Trinidad Moruga Scorpion (maximale waarde)             |
| 1.569.300             | Carolina Reaper (gemiddelde waarde)                    |
| 855.000–1.041.427     | Naga Jolokia                                           |
| 876.000–970.000       | Dorset Naga                                            |
| 350.000–577.000       | Rode Savinapeper habanero                              |
| 100.000–350.000       | Habaneropeper, Madame Jeanette, Scotch bonnet          |
| 100.000–200.000       | Jamaicaanse scherpe peper                              |
| 50.000–100.000        | Rawit, Malagueta pepper, Chiltepin pepper, Arriba Saia |
| 30.000–50.000         | Cayennepeper, Ají pepper, tabascopeper                 |
| 10.000–23.000         | Serranopeper                                           |
| 7.000–8.000           | Tabascosaus (habanero)                                 |
| 5.000–10.000          | Waspeper                                               |
| 2.500-30.000          | Jalapeñopeper                                          |
| 2.500–5.000           | Tabascosaus (tabascopeper)                             |
| 1.500–2.500           | Rocotillopeper                                         |
| 1.000–1.500           | Poblanopeper                                           |
| 600–800               | Tabascosaus (groene peper)                             |
| 500–1.000             | Anaheimpeper                                           |
| 100–500               | Kersenpeper, pepperoncini                              |
| 0                     | Geen scherpte, paprika                                 |